# Jean Monnet
Jean Omer Marie Gabriel Monnet (Cougnat, 9 de novembre de 1888 - Bazoches-sur-Guyonne, 16 de març de 1979) fou un economista francès, considerat un dels pares de l'actual Unió Europea juntament amb Konrad Adenauer, Robert Schuman, Paul-Henri Spaak i Alcide De Gasperi. Tot i que no va ser elegit mai per un càrrec públic, treballà pels governs d'Europa i dels Estats Units d'Amèrica.

## Orígens
Va néixer el 9 de novembre de 1888 a la ciutat de Cougnat, població situada al departament francès del Charente, en una família dedicada al comerç. Amb tan sols 17 anys va rebre l'encàrrec patern d'obrir mercats internacionals per a la producció del celler que la seva família posseïa al poble natal, per la qual cosa l'any següent es traslladà fins a Winnipeg. «No duguis llibres. Ningú pot pensar per tu. Mira per la finestra, parla a les persones. Para esment a qui està al teu costat», li va dir el seu pare. Aquesta es convertiria en la seva regla. Aquesta situació va contribuir a ampliar la seva visió del món, i a assentar els fonaments d'un futur dedicat al projecte de l'Europa unida.

## Període d'entreguerres
Durant la Primera Guerra Mundial va proposar al president del consell la coordinació dels recursos dels aliats. L'any 1919, durant el període d'entreguerres, fou nomenat secretari general adjunt de la Societat de Nacions, càrrec que va desenvolupar fins al 1923. A San Francisco va participar en la creació d'un banc d'inversió, que posteriorment es va veure afectat per la Gran Depressió, fet al qual es va referir en les seves memòries: "Els homes només accepten el canvi resignats per la necessitat i només veuen la necessitat durant les crisis". També va treballar (del 1934 a Xangai, invitat pel ministre de Finances, per al govern de Chiang Kai-shek. Havia d'establir el "Chinese Finance Development Corporation (CFDC)" que tenia com a objectiu canalitzar les inversions tant privades com públiques. Ajudà a la modernització de la Xina (xarxa ferroviària).

L'any 1939 va ser nomenat president del comitè franco-britànic de coordinació econòmica per fer front a la Segona Guerra Mundial. Després de la invasió de França per part de l'Alemanya nazi (1940) va concebre un pla per a la fusió política entre França i el Regne Unit, que va rebre el suport de Winston Churchill, però que no va trobar eco entre els exiliats de la «França Lliure». L'any 1943, a Alger, va plantejar ja les seves ideals europeistes: 
| « | No hi haurà pau a Europa, si els Estats es reconstruïxen sobre una base de sobirania nacional (...) Els països d'Europa són massa petits per a assegurar als seus pobles la prosperitat i els avanços socials indispensables. Això suposa que els Estats d'Europa s'agrupin en una Federació o "entitat europea" que els converteixi en una unitat econòmica comuna. | » |

Monnet va treballar per als aliats en missions diplomàtiques i financeres, i va formar part del Comitè d'Alliberament Nacional francès que presidí Charles de Gaulle.

## Vers la unitat europea
Acabada la guerra va dirigir l'elaboració d'un pla d'equipament i reconstrucció econòmica, conegut amb el nom de Pla Monnet que, basant-se en l'ajuda nord-americana del Pla Marshall, va permetre a França modernitzar les seves estructures productives i rellançar el creixement en poc temps. Però, conscient de les limitacions dels Estats nacionals tradicionals, es va aplicar des de llavors a lluitar per l'ideal europeista, concebent l'estratègia de començar per la integració econòmica d'Europa per a fomentar així una solidaritat material que contrarestés els particularismes nacionals i fora la base per a una futura unió política.
Partint del plantejament que Aristide Briand va exposar l'any 1929, Monnet va reelaborar la idea de la unitat europea fonamentant-la en una base econòmica solidària, i imprescindible per a arribar a la posterior unió política. Amb tal propòsit va participar l'any 1948 en la creació del Consell d'Europa a la ciutat neerlandesa de La Haia i l'elaboració de la Declaració Schuman (1950), per la qual França i la República Federal Alemanya van posar els seus sectors carbonífer i siderúrgic sota una autoritat supranacional conjunta.
Entre 1952 i 1955 va ser el primer president de la Comunitat Europea del Carbó i de l'Acer (CECA), que seria l'embrió de la posterior Comunitat Econòmica Europea (CEE). Monnet va tenir un paper decisiu en la concepció d'aquest instrument d'integració continental mitjançant la seva constitució amb el Tractat de Roma de 1957, si bé va discrepar del protagonisme que van mantenir en el seu si els governs nacionals. La segona part del pla ideat per Monnet anava molt més lluny en la integració i la unitat política: la Comunitat Europea de Defensa (CED). El veto del Parlament francès de l'any 1954 va suposar el primer fracàs important en el procés d'unitat.
L'any 1956 va crear un Comitè d'Acció per als Estats Units d'Europa per a donar suport el seu model federalista. Aquest comitè fou dissolt l'any 1975, satisfet per l'assoliment de l'elecció directa del Parlament Europeu per sufragi universal.
L'any 1953 fou guardonat amb el Premi Internacional Carlemany, concedit per la ciutat d'Aquisgrà, en reconeixement del seu treball en favor de la unitat territorial i política d'Europa. El Consell Europeu reunit a Luxemburg l'any 1976 va concedir a Jean Monnet el títol de "Ciutadà d'honor d'Europa". També va rebre el Premi Erasmus per la seva contribució a la construcció d'Europa.
Morí el 16 de març de 1979 a la seva residència de Bazoches-sur-Guyonne, població situada al departament d'Yvelines. El president francès François Mitterrand va fer traslladar les seves restes mortals al Panteó de París l'any 1988.